# William Godolphin (marquis de Blandford)
William Godolphin, marquis de Blandford (1700 - 24 août 1731) est un noble et homme politique anglais qui siège à la Chambre des communes entre 1720 et 1731.

## Biographie
Il est le fils aîné de Francis Godolphin (2e comte de Godolphin) et de son épouse, Henrietta Godolphin, née Churchill. Ses grands-parents sont le comte et la comtesse de Godolphin et le duc et la duchesse de Marlborough.
En 1712, son père devient le second comte de Godolphin (Lord Godolphin a été promu en 1706). En tant qu'héritier apparent du comte, William prend le titre de courtoisie de vicomte Rialton. Il fait ses études au Pembroke College, à Cambridge .
Le 9 juin 1720, Hugh Boscawen (1er vicomte Falmouth), député de Penryn, est élevé à la Chambre des lords sous le titre de vicomte Falmouth. Lord Rialton est élu à la Chambre des communes à sa place le 24 juin 1720, siégeant en tant que Whig. Il est apparenté à Lord Falmouth du côté de son père et de celui de sa mère, puisque Falmouth est un petit-fils de Francis Godolphin et épouse Charlotte Godfrey, fille de Arabella Churchill. Rialton représente Penryn pour le reste du Parlement et n'est pas réélu aux élections générales de 1722.
Le 16 juin 1722, le grand-père maternel de lord Rialton, le duc de Marlborough, décède. Sa fille Henrietta lui succède en vertu d'une loi spéciale du Parlement. William Godolphin est désormais l'héritier apparent du duché de sa mère ainsi que du comté de son père et adopte le titre de courtoisie supérieur de marquis de Blandford. Il est réélu au Parlement aux élections générales de 1727 pour Woodstock le 21 août.
Le 25 avril 1729, Lord Blandford épouse Maria Catherina de Jong, fille de Peter de Jong, maire d'Utrecht. La sœur de Lady Blandford, Isabella, est l'épouse du comte de Denbigh. Le 30 août 1730, il est nommé docteur honoris causa en droit civil par l'Université d'Oxford.
Lord Blandford meurt d'apoplexie au Balliol College d'Oxford le 24 août 1731. Lord Egmont note dans son journal que cela a probablement été provoqué par un état de beuverie. Comme il n'a ni enfant ni frère survivant, l'héritier du duc de Marlborough est désormais son cousin germain le comte de Sunderland. Le frère de Lord Sunderland, John Spencer, est élu au Parlement à la place de Blandford le 22 janvier 1732. Le comté de Godolphin n'a plus d'héritier, mais Lord Godolphin obtient en 1735 une baronnie permettant à des membres plus éloignés de la famille Godolphin de lui succéder.
Lady Blandford se remarie le 1er juin 1734 à Harlington, dans le Middlesex, avec le député conservateur William Wyndham, comme sa deuxième épouse. Elle redevient veuve le 17 juin 1740 et meurt à Sheen le 7 septembre 1779.